# Alain Dobignard
Alain Dobignard (1944) es un botánico y explorador francés. Ha desarrollado la botánica de plantas vasculares en el norte de África (de Marruecos a Libia, Mauritania a Egipto) en términos de nomenclatura, sistemática, biogeográfica, ecológica y de conservación.

## Algunas publicaciones
- alain Dobignard, cyrille Chatelain. 2011. Index synonymique de la flore d'Afrique du Nord: v. 2, Dicotyledoneae : Acanthaceae - Asteraceae. Nº 11 de Publication hors-série. Editor Conservatoire et Jardin botaniques de la ville de Genève, 449 p. ISBN 2827701235
- ------------------------, ---------------------------. 2010. Index synonymique de la flore d'Afrique du Nord: Dicotyledoneae : Balsaminaceae-Euphorbiaceae. Nº 11 de Publication hors-série. Éditions des Conservatoire et jardin botaniques, ISBN 2827701243
- ------------------------. 2009. La flore du nord-Maroc, v. 2 de Contributions à la connaissance de la flore du Maroc et de l'Afrique du nord: Nouvelle série. Nº 46-47 de J. de botanique. Editor Société botanique de France, 136 p.

## Honores
- Director científico de Société Botanique de France[2]